# 奥蒂斯·伯德桑
奥蒂斯·李·伯德桑（英語：Otis Lee Birdsong，1955年12月9日—），美国NBA联盟前职业篮球运动员。他在1977年的NBA选秀中第1轮第2顺位被堪萨斯城国王选中。